# Solymári-kisfülke
A Solymári-kisfülke a Duna–Ipoly Nemzeti Parkban lévő Budai Tájvédelmi Körzetben, a Solymári-ördöglyuk közelében található egyik barlang.

## Leírás
Solymáron, Solymár központjától körülbelül két kilométerre, délnyugatra, a Solymári-ördöglyuk Pipa nevű kijáratához közel, lejjebb, körülbelül 20 méterre, egy növényzettel benőtt kőfejtőben, sziklafal tövében, 338 méter tengerszint feletti magasságban van a természetes jellegű, szabálytalan alakú, vízszintes tengelyirányú, észak–északkelet felé néző, hét méter széles és két méter magas bejárata. A Solymári-ördöglyuk főbejárata alatt található, nagy kőbánya melletti, jobbra lévő, sokkal kisebb kőfejtőben nyílik, amely északnyugatra helyezkedik el a nagy kőbányától. A turistatérképek nem jelölik a barlangbejárat helyét.
Nagyon breccsás, töredezett, felső triász dachsteini mészkőben jött létre. Tektonikus repedés mentén, valószínűleg korrózió hatására keletkezett. Egyszintes barlang, amely déli irányba tart és fokozatosan szűkül. Lehet, hogy egy nagy, elpusztult barlang roncsa. Kevés az ásványképződménye, amelyek nem látványosak, fénytelenek, szenilisek, korrodáltak és leginkább a védettebb, hátsó részein találhatók. Megfigyelhető benne breccsazóna, néhány szalmacseppkő kezdemény, cseppkőbekérgezés, farkasfogas cseppkőléc, kis méretű borsókő, montmilch és kis gömbfülkék. A vízszintes kiterjedése kilenc méter. Denevérek előfordulnak a barlangban. Engedéllyel, barlangjáró alapfelszereléssel és könnyen járható.
1984-ben volt először Solymári-kisfülke néven említve a barlang az irodalmában. Előfordul a barlang az irodalmában Solymári kisfülke (Bertalan 1976) és Solymári kőfülke (Karszt 1991) neveken is. A Solymári kőfejtő hévforrás kürtői (Bertalan 1976) és a Solymári-kőfejtő hévforrás kürtői (Kordos 1984) elnevezések valószínűleg erre a barlangra is vonatkoznak.

## Kutatástörténet
A Turisták Lapja 1937. évi évfolyamában lévő és Jellinek János által írt jelentésben meg van említve, hogy Jellinek János társaival dolgozik a Solymári-ördöglyukban és az annak közelében található névtelen üregben. Horváth János 1967-ben felmérte a Solymári-kisfülkét, majd a felmérés adatainak felhasználásával megrajzolta a Solymári-kisfülke (Budai-hegyek) alaprajz térképét, hosszmetszet térképét és 2 keresztmetszet térképét. A térképek 1:100 méretarányban mutatják be a barlangot. Az alaprajz térképen és a hosszmetszet térképen megfigyelhető a 2 keresztmetszet elhelyezkedése a barlangban. A térképlapon, amelyen jelölve van az É-i irány, látható egy 1:50.000 méretarányú helyszínrajz is, amely bemutatja a Solymári-kisfülke földrajzi elhelyezkedését.
Az 1976-ban befejezett, Magyarország barlangleltára című kéziratban az olvasható, hogy Solymáron, a Solymári-ördöglyuk bejáratától kb. 50 m-re, ÉNy-ra, kb. 15 m-rel lejjebb, egy régi kis kőbányában van a Solymári kisfülke bejárata. A természetes módon létrejött fülke 9 m hosszú, 1–4 m széles, 2,5 m magas és 1,5 m mély. A kézirat barlangot ismertető része egy kézirat alapján íródott. Egy másik cédula a Solymári kőfejtő hévforrás kürtőiről szól. A cédula szerint ezek a kürtők Solymáron, a Sziklás-hegyen, a Solymári-ördöglyuk alatti kőfejtőben található hévforráskürtők, melyeket bányászat során fedeztek fel. A kézirat hévforráskürtőket ismertető része 2 irodalmi mű alapján íródott.
Az 1984-ben megjelent, Magyarország barlangjai című könyv országos barlanglistájában szerepel a Budai-hegységben lévő barlang (Solymári-kisfülke). A listához kapcsolódóan látható a Dunazug-hegység barlangjainak földrajzi elhelyezkedését bemutató, 1:500 000-es méretarányú térképen a barlang földrajzi elhelyezkedése. A listában látható Solymári-kőfejtő hévforrás kürtői elnevezés valószínűleg erre a barlangra is vonatkozik. A listához kapcsolódóan a Dunazug-hegység barlangjainak földrajzi elhelyezkedését bemutató, 1:500 000-es méretarányú térképen szintén látható ezeknek az üregeknek a földrajzi elhelyezkedése. A Karszt Barlangkutató Csoport 1991-ben próbabontást végzett a Solymári-kisfülkében, mely ígéretesnek tűnt. A barlang elhelyezkedéséből és a munka során erősödő huzatból arra következtetett a csoport, hogy a Solymári-kisfülke a Solymári-ördöglyuk ismeretlen, alsó szintjével van összeköttetésben.
A barlang nyilvántartólapja szerint, melyet Gazda Attila 2004. augusztus 16-án írt, a részletesen felmért Solymári-kisfülke 11 m hosszú, 2,7 m függőleges kiterjedésű, 2,7 m magas és 9 m vízszintes kiterjedésű. Szabadon látogatható barlang. A barlang és környezete kissé szemetes, a képződmények nincsenek megrongálva. A barlang bejárati részén megfigyelhető egy tűzrakóhely maradványa.

## További irodalom
- Horváth János: Solymári kisfülke. Kézirat, 1967. (Szpeleográfiai terepjelentés.)